# Samuel Cohen (sionista)

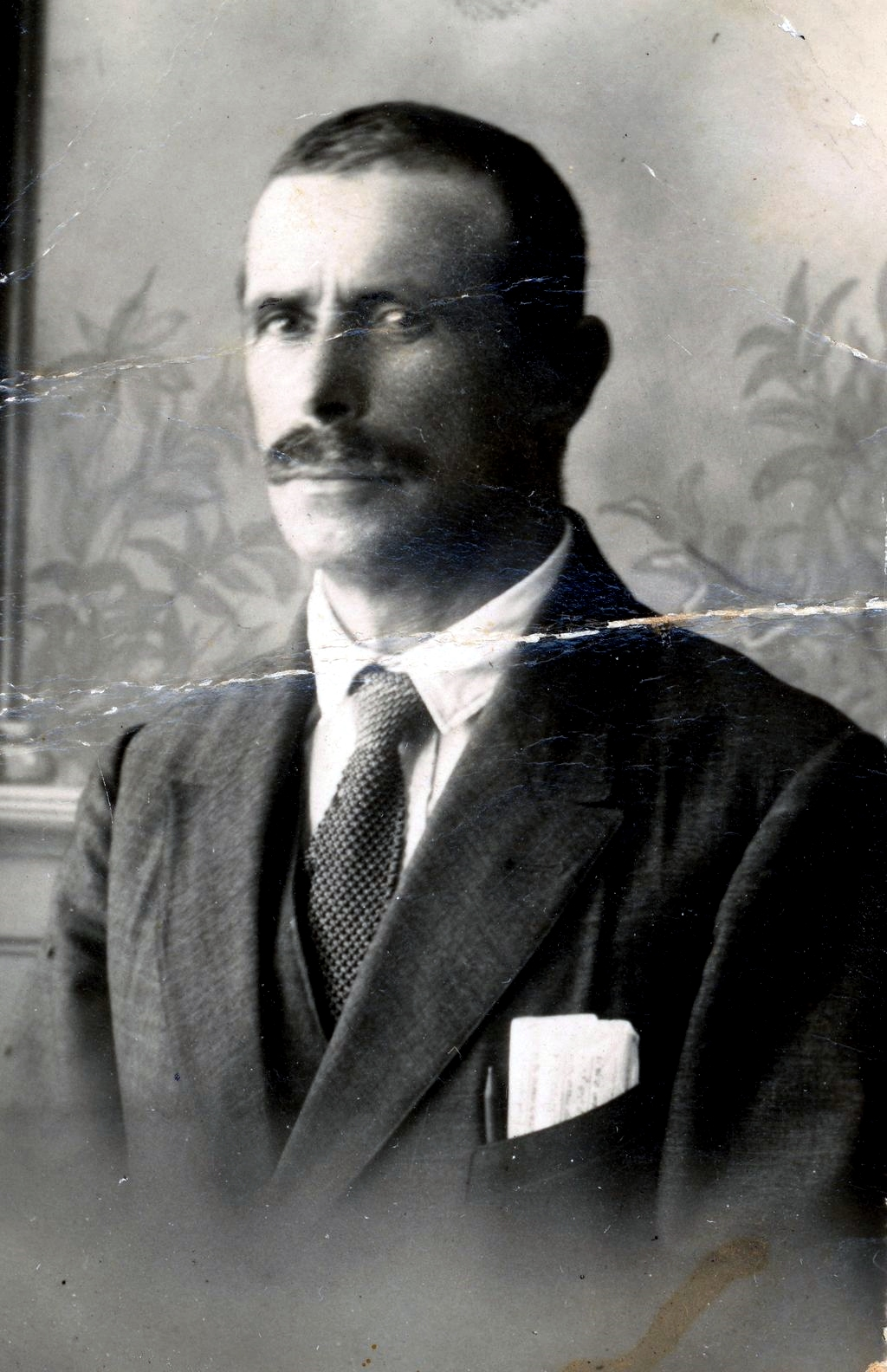
Shmuel Cohen, o compositor da música do Hino Nacional de Israel, o Hatikvah. Imagem cortesia dos Arquivos Centrais Sionistas, Jerusalém.

Samuel ( Shmuel ) Cohen (1870-1940) foi o compositor do Hino Nacional de Israel, "O Hatikvah" - "A Esperança"

## Biografia
Cohen nasceu em 1870, em uma pequena cidade perto de Ungheni, na Moldávia, então parte do Império Russo. Motivado por uma onda crescente de anti - semitismo e terrorismo ( pogroms ) patrocinados pelo Estado russo, Cohen emigrou para a Palestina Otomana em 1887. Ele idealisticamente se estabeleceu em Rishon LeZion ("Primeiro a Sião") como parte do movimento Hovevei Zion ("Amantes de Sião"). Rishon LeZion foi fundada em 1882 como uma cooperativa agrícola judaica em terras desertas e desertas. O terreno foi comprado de dois irmãos, Musa e Mustafa el Dagani.
Cohen casou-se com Minya Papiermeister em Rishon LeZion, onde ganhava a vida como vinicultor. Cohen era um violinista local realizado. Ele recebeu o apelido de “Stempenu”, em homenagem ao famoso violinista klezmer fictício criado pelo humorista e folclorista judeu Shalom Aleichem em seu livro de mesmo nome. Em 1938, quando Cohen escreveu sua biografia, ele a intitulou Stempenu.
Cohen foi um dos fundadores do primeiro Keren Kayemet em Rishon LeZion em 1889. É anterior ao posterior Keren Kayemet Le Yisrael, (Fundo Nacional Judaico para Israel).
Cohen voltou para a Moldávia, onde fundou uma escola para meninas nos primeiros anos do século XX. A escola não teve sucesso. Ele voltou para Rishon LeZion, se restabelecendo como um vinicultor e estabelecendo-se permanentemente para criar seu único filho, Ida. Cohen foi ativo nos primeiros esforços de assentamento judaico na Palestina. Ele ajudou a fundar a cidade de Rehovot . O esforço foi o único que não envolveu o apoio financeiro do Barão Edmond James de Rothschild . Filosoficamente, ele se juntou a outros que trabalhavam pela Redenção da Antiga Terra de Israel.

Letras do Hino Nacional

O poema "Tikvatenu" (Nossa Esperança) de Naftali Herz Imber, publicado em 1886, mexeu com os judeus em todos os lugares, especialmente aqueles que viviam sob opressão anti-semita. O irmão de Cohen emigrou para a Palestina otomana, estabelecendo-se em Yesud HaMa'ala a primeira comunidade judaica moderna e Moshav no Vale do Hula, por volta de 1883. Ele enviou uma cópia do poema de Imber para Cohen na Moldávia. Cohen também estava inspirado. O poema contribuiu para sua decisão de deixar a Moldávia e ir para a Palestina. Cohen se estabeleceu em Rishon LeZion.
Por um curto período, Imber viveu em Rishon LeZion. Ele recitou seu poema para ouvidos ansiosos. Cohen observando a resposta emocional dos fazendeiros judeus locais ao poema de Imber, usou sua habilidade musical para colocar o poema em música. A composição musical de Cohen foi uma adaptação de uma canção folclórica moldava / romena, "Carcul cu Boi" (o carrinho com bois). O catalisador da adaptação musical de Cohen facilitou a difusão rápida e entusiástica do poema de Imber por todas as comunidades sionistas da Palestina. Em poucos anos, ele se espalhou globalmente para comunidades e organizações pró-sionistas, tornando-se o Hino Nacional Sionista não oficial. Somente em 1933, no 18º Congresso Sionista em Praga, o Hino Nacional Sionista de Imber / Cohen foi formalmente adotado e renomeado como Hatikvah (A Esperança).
A Hatikvah permeou amplamente a cultura popular judaica promovida por cantores famosos como o americano Al Jolson.
Nos anos seguintes ao Holocausto, (1933-1945) o Hatikvah ressoou em todo o mundo judaico. Para espanto dos nazistas nos campos de extermínio, o Hatikvah foi cantado mesmo fora das câmaras de gás. A gravação mais famosa do Hatikvah foi preservada pelas Forças Militares Britânicas de sobreviventes do Campo de Concentração de Bergen Belsen cantando o Hatikvah. Os sobreviventes do Holocausto a bordo do famoso navio americano de resgate do Holocausto, o SS Exodus, cantaram a Hatikvah ao chegar ao porto de Haifa. Os britânicos prenderam os sobreviventes do Holocausto e os devolveram à Alemanha para reinternação.
O Mandato Britânico para as autoridades palestinas proibiu o canto ou a transmissão musical da Hatikvah por ser considerada provocativa. O compositor clássico, The Moldau de Smetana, com seus refrões musicais reminiscentes da composição do Hatikvah de Cohen, foi substituído pela mídia de transmissão pelas comunidades sionistas na Palestina. Em 14 de maio de 1948, o Hatikvah foi tocado na conclusão da cerimônia da Declaração de Independência de Israel. Novembro de 2004, o Hatikvah de Imber / Cohen foi formalmente adotado pela Lei da Bandeira, Brasão e Hino Nacional de Israel
Crianças israelenses aprendem o poema de Naphtali Imber na escola pública sem apreciar a contribuição de Samuel Cohen. Globalmente, o Hatikvah é universalmente reconhecido pela música de Cohen e não pelo poema de Imber.

## Morte

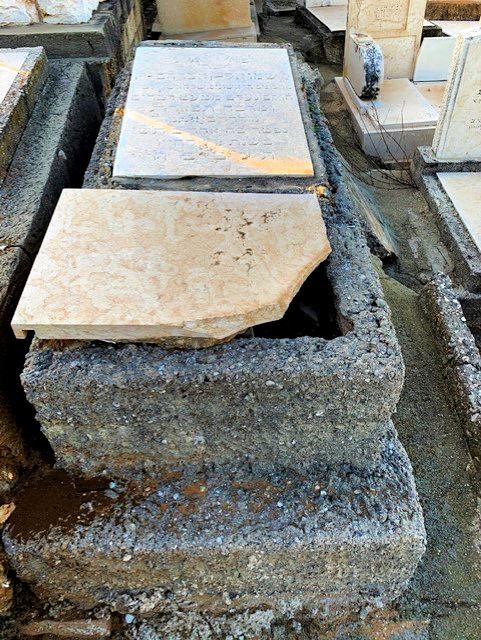
Túmulo de Samuel (Shmuel) Cohen, compositor do Hino Nacional de Israel, o Hatikvah.

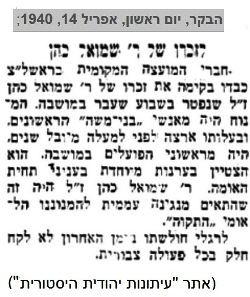
Em memória de Reb. Shmuel Cohen

Cohen morreu em 28 de março de 1940. Ele foi enterrado no (antigo) cemitério Rishon LeZion. Após anos de abandono, o túmulo de Cohen se deteriorou seriamente. Em novembro de 2020, a Sociedade Judaica Americana para a Preservação Histórica restaurou e preservou os túmulos de Cohen e de sua esposa Mina por acordo com Rishon LeZion para refletir o estilo de internamento histórico original.
Um elemento interpretativo e identificador foi adicionado para ajudar a localizar a internação. O elemento é uma chama esculpida com uma estrela de David emergindo do meio. Uma clave musical é soldada à Estrela. A escultura tem o título de acordo com o significado histórico de Hatikvah, a "esperança" do povo judeu de se estabelecer pacificamente novamente em sua terra natal de 2.000 anos. A escultura foi criada pelo famoso escultor israelense Sam Philipe. Philipe escolheu construir a Chama a partir de fragmentos de metal dos foguetes Kassem disparados da Faixa de Gaza em esforços aleatórios para matar israelenses. O elemento esculpido é intitulado "A Chama de Hatikvah".